# البيحاني (إب)

تعديل مصدري - تعديل

البيحاني هي إحدى حارات حي المشنة بمدينة إب اليمنية، بلغ تعداد سكانها 638 نسمة حسب تعداد اليمن لعام 2004.